# فرانك بيرس (عداء مراثوني)
،فرانك بيرس (بالإنجليزية: Frank Pierce)‏ هو عداء مراثوني أمريكي، ولد في عام 1883، في مقاطعة كاتاروغوس في الولايات المتحدة، وتوفي في 26 فبراير 1908.

## وصلات خارجية
- فرانك بيرس على موقع أوليمبيديا (الإنجليزية)